# تشارلز إس. ميلينغتون
تشارلز إس. ميلينغتون هو سياسي أمريكي، ولد في 13 مارس 1855، وتوفي في 25 أكتوبر 1913. نشط حزبياً في الحزب الجمهوري. وقد انتخب عضو مجلس النواب الأمريكي ‏.